# 15740 Hyakumangoku
15740 Hyakumangoku eller 1991 EG1 är en asteroid i huvudbältet som upptäcktes den 15 mars 1991 av de båda japanska astronomerna Kazuro Watanabe och Kin Endate vid Kitami-observatoriet. Den är uppkallad efter ett tidigare prefektur i japan.